# Léon Bloy
Léon Bloy (11. červenec 1846 Périgueux – 3. listopad 1917 Bourg-la-Reine, Francie) byl francouzský katolický spisovatel, esejista, autor pamfletů a básník.

## Život
Jeho otec, inženýr Jean Baptiste Bloy byl volnomyšlenkář, matka Anne-Marie Carreau byla naopak hluboce věřící. Léon nedokončil studium lycea, zkusil kresbu a psaní dramat. V roce 1864 přišel do Paříže, pracoval jako kreslíř u stavitele, setkal se s pařížskou bohémou. V roce 1869 se seznámil s Julesem Barbey d'Aurevilly, trvale se navrátil ke katolické víře. V roce 1870 se účastnil prusko-francouzské války, pak pracoval v advokátní kanceláři v Périgueux.
V roce 1873 se vrátil do Paříže a pracoval jako železniční úředník. Krátkodobě spolupracoval s několika časopisy. V roce 1877 se setkal s Anne-Marií Roulée a s knězem Louis-Marie-René Tardif de Moidrey, napsal Rytířku smrti. V roce 1879 vykonal první pouť na poutní místo La Salette. V letech 1882–1884 spolupracoval s kabaretem Le Chat Noir. Anne-Marie Roulée propadla šílenství (postava Veroniky B. z románu Zoufalec). V roce 1884 se setkal s Berthe Dumont (postava Klotyldy z první části románu Chudá žena), ta zemřela v roce 1885 na tetanus. V roce 1885 začal vydávat časopis Le Pal ("Kůl"), vyšlo 5 čísel, další vydávání nakladatel ukončil pro obavy z krachu.

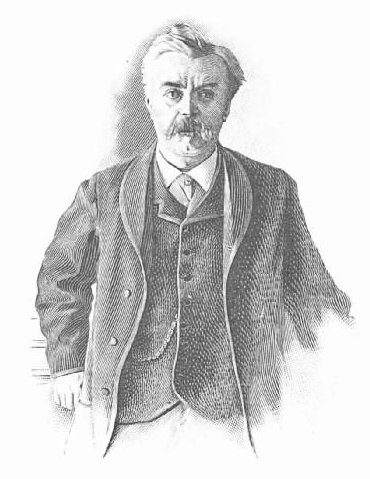
Léon Bloy

V roce 1890 se oženil s Johanou Molbechovou (postava Klotyldy z druhé části románu Chudá žena), dcerou dánského básníka Christiana Molbecha. Měl s ní čtyři děti: Veroniku (* 1891), Ondřeje (1894–1895), Petra (1895–1897), Magdalenu (* 1897). Žil v krajní nouzi. S řadou přátel se rozešel po roztržkách, řadu svých příznivců si znepřátelil svými pamflety (Émile Zola, Guy de Maupassant, Ernest Renan, Joris Karl Huysmans, Alphonse Daudet, Paul Bourget a Anatole France). Teprve po roce 1905 se dařilo jeho přátelům (geolog Pierre Termier, malíř Georges Rouault vydavatel Alfred Vallette, jeho žena – spisovatelka Rachilde, filosof Jacques Maritain a další) tuto bídu poněkud zmírnit. V roce 1916 se přestěhoval na pařížské předměstí Bourg-la-Reine do domku, kde do roku 1914 bydlel Charles Péguy. Zde v roce 1917 zemřel.
V roce 1900 se seznámil s Josefem Florianem, který byl jeho prvním překladatelem do cizího jazyka (v roce 1902 Zde se vraždí velcí lidé). V roce 1906 se spolu setkali během pouti k Panně Marii La Salettské. Josef Florian přeložil a vydal převážnou většinu Bloyova díla ve své edici Dobré dílo. I Florian podporoval Bloye finančně.
Bloyova dcera Veronika (Véronique) se roce 1920 provdala za českého hudebníka O. A. Tichého.

## Dílo

### Romány
- Zoufalec (1887, Le Désespéré, česky 1913)
- Chudá žena (1897, La Femme pauvre, česky 1908)

### Povídky
- Krvavý pot (1893, Sueur de sang)
- Nezdvořilé povídky (1894, Histoires désobligeantes)

### Novely
- Strašlivá noc – in: 1000 nejkrásnějších novel... č. 50, úvod František Sekanina, přeložil Arnošt Procházka, s. 91–96. Praha: J. R. Vilímek, 1913

### Eseje
- La Meduse-Astruc (1875, báseň na Barbeye)
- Objevitel Globu (1884, Le Révélateur du globe, předmluva Jules Barbey d'Aurevilly, česky 1911)
- Příležitostné slovo podnikatele bourání (1884, Propos d'un entrepreneur de démolitions, česky 1907)
- Brelan vyobcovaných (1889 Un brelan d'excommunié, česky 1905)
- Kryštof Kolumbus před býky (1890 Christophe Colomb devant les taureaux)Hrob autora na komunálním hřbitově v Bourg-la-Reine

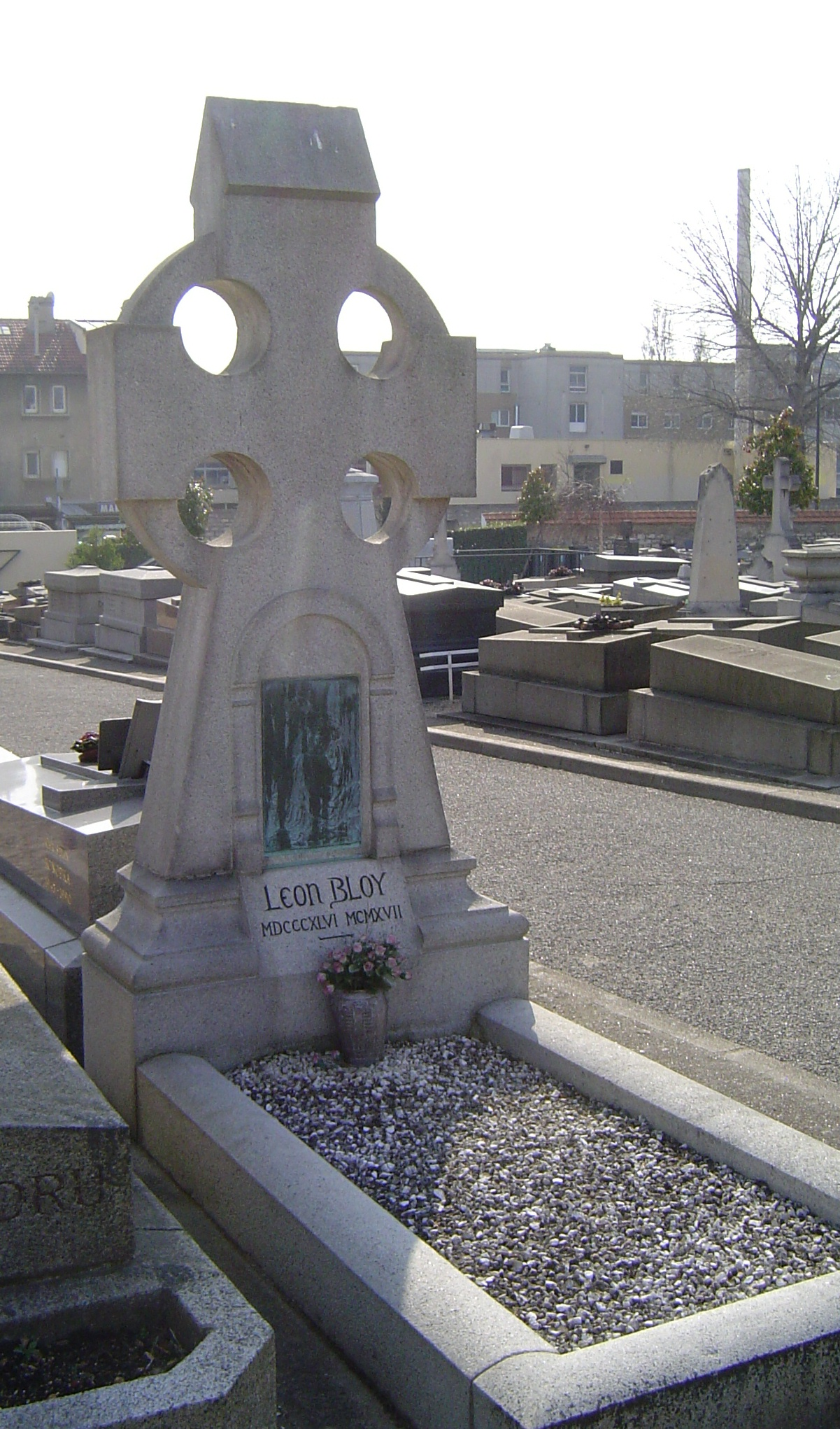
Hrob autora na komunálním hřbitově v Bourg-la-Reine

- Les Funérailles du naturalisme (1891),
- Spása skrze židy (1892, Le Salut par les Juifs, česky 1911)
- Leon Bloy před prasaty (1894, Léon Bloy devant les cochons)
- Rytířka smrti (1896, La Chevalière de la mort, česky 1917)
- Obviňuji se..., (1899, Je m'accuse, česky 1910)
- Syn Ludvíka XVI., (1900, Le Fils de Louis XVI., česky 1904)
- Exegese obecných rčení, (1902, Exégèse des lieux communs, česky 1905)
- Poslední sloupové Církve (1903, Les dernière colonnes de l'Eglise, česky 1919)
- Krotitelé zvěře a sviňáci (1905, Belluaires et porchers, dedikováno Josefu Florianovi)
- Epopeja byzantská a Gustav Schlumberger (1906, L'Épopée byzantine et Gustave Schlumberger, česky 1913)
- Ta, která pláče (Naše Paní La Salettská), (1908, Celle qui pleure, česky 1909)
- Krev Chudého (1909, Le Sang du pauvre, česky 1911)
- Život Melanie, Pasačky La Salettské (1912, Vie de Mélanie écrite par elle même, česky 1914)
- Sur la tombe de Huysmans (1912)
- Duše Napoleonova (1912, L'Âme de Napoléon, česky 1918)
- Rozjímání samotářova r. 1916 (1917, Méditations d'un solitaire en 1916, česky 1919)
- Johanna d’Arc a Německo, (1915, Jeanne d'Arc et l'Allemagne, česky 1925)
- V temnotách (posmrtně 1918, Méditations dans les ténébres)
- Le Symbolisme de l'apparition (posmrtně 1925)

### Časopis
- Le Pal (Kůl, 1885, vyšlo 5 čísel)

### Deníky
- Žebrák nevděčník (1892–1895, Le Mendiant ingrat, česky 1910)
- Můj Deník (1896–1900, Mon Journal, česky 1919)
- Čtyři léta zajetí v Prasečím na Marně (1900–1904, Quatre ans de captivité à Cochons-sur-Marne, česky 1912)
- Neprodajný (1904–1907, L'Invendable, česky 1919)
- Stařec s Hory (1907–1910, Le Vieux de la Montagne, česky 1913)
- Poutník Absolutna (1910–1912, Le Pèlerin de l'Absolu, česky 1918)
- Na prahu Apokalypsy (1913–1915, Au seuil de l'Apocalypse, česky 1930)
- Brána pokorných (1915–1917, La Porte des Humbles, česky 1947)

### Dostupné online v češtině
- Čtyři léta zajetí v Prasečím na Marně: 1900–1904 – přeložil Josef Florian. Velká u Strážnice: Josef Florian, mezi 1901 a 1925[3]
- Brelan vyobcovaných. Hrozné dítě. Blázen. Prašivec – přeložil J. Florian. Babice u Lesonic: Jakub Deml, 1905[4]
- Žebrák nevděčník: denník autorův 1892–1895 – přeložil J. Florián. Stará Říše: Antonín Ludvík Stříž, 1910[5]
- Krev chudého – přeložil J. Florian. Stará Říše: J. Florian, 1911[6]
- Stařec s Hory: denník autorův 1907–1910 – s předmluvou Ondřeje Duponta; přeložil Otto Albert Tichý. Osvětimany: A. L. Stříž, 1913[7]
- Epopeja byzantská Gustavu Schlumbergerovi – přeložil J. Florián. Osvětimany: A. L. Stříž, 1913[8]
- Zoufalec – přeložil J. Florian. Osvětimany: A. L. Stříž, 1913[9]
- Život Melanie, pasačky La Salettské, jejž sama napsala léta Páně 1900: její dětství 1831–1846 – úvod napsal Leon Bloy; přeložili O. A. Tichý a úvod Josef Florian. Stará Říše: A. L. Stříž, 1914[10]
- Rytířka smrti – přeložil O. A. Tichý. Stará Říše: A. L. Stříž, 1917[11]
- Duše Napoleonova – přeložil J. Florian. Stará Říše: A. L. Stříž, 1918[12]
- Johanna d'Arc – přeložil J. Florián. Stará Říše: Marta Florianová, 1925[13]
- Pruské vánoce – přeložil J. Florian, vyzdobil Jan Konůpek. Litomyšl: Josef Portman, 1926[14]